# L'enigma di Cartesio
L'enigma di Cartesio è un romanzo scritto da Frédéric Serror e Herio Saboga.

## Trama
Il romanzo è ambientato nel 1648, nella Francia del Cardinale Mazarino, durante le lotte per il potere tra re e parlamento; qui avviene un "delitto perfetto", condotto con le tecniche matematiche più avanzate del tempo. L'investigatore privato che si occupa del caso è nientemeno che Cartesio. 
Il libro può essere visto anche come un romanzo storico, infatti esso dà uno spaccato molto interessante della situazione francese della prima metà del Seicento, oltre a presentare personaggi come il filosofo Gassendi, o l'abate Mersenne. In effetti il libro è anche un testo filosofico, per quanto di tipo molto particolare: le ultime quaranta pagine del libro contengono estratti di opere e lettere di Cartesio, completando così l'opera.